# Scaria hamata
Scaria hamata är en insektsart som först beskrevs av De Geer 1773.  Scaria hamata ingår i släktet Scaria och familjen torngräshoppor. Inga underarter finns listade i Catalogue of Life.